# Герб на Вологодска област
Гербът на Вологодска област е приет на 11 октомври 1995 година.
Разработен е на основата на историческия герб на Вологодска губерния. Представлява щит, на червено поле е изобразена показваща се от сребърен облак десница в златни одежди. Десницата държи държава и меч. В горната част на щита е изобразена руската императорска корона с развяващи се сини ленти.